# Хайнс, Роберт (астронавт)
 Роберт «Боб» Томас Хайнс-младший  (англ.  Robert Thomas «Bob» Hines Jr.; род. 11 января 1975, Файеттвилл, Северная Каролина, США) — американский астронавт, 357-й астронавт США и 588-й космонавт мира, инженер, лётчик-испытатель Военно-воздушных сил США. Подполковник ВВС США.
С 27 апреля по 14 октября 2022 года совершил полёт в качестве пилота космического корабля SpaceX Crew Dragon «Freedom» на Международную космическую станцию в составе миссии SpaceX Crew-4. Участник космических миссий МКС-67/МКС-68.

## Ранние годы, образование
Родился 11 января 1975 года в городе Файеттвилл, штат Северная Каролина. Ранние годы провёл в городе Гаррисберге, штат Пенсильвания. В 1989 году посещал Космический лагерь, расположенный на территории музея Американского космического и ракетного центра при Центре космических полётов имени Джорджа Маршалла. В 1993 году, после окончания средней школы в г. Маунтин-Топ (Пенсильвания), поступил в Бостонский университет, который окончил в 1997 году со степенью бакалавра по аэрокосмической технике.

## Служба в ВВС США
В 1999 году окончил Школу подготовки офицеров ВВС США. Прошёл специализированную предвыпускную подготовку лётчиков на базе ВВС Коламбус (штат Миссисипи). Продолжил службу на той же базе ВВС пилотом инструктором самолёта Т-37. Затем на базе ВВС Сеймур-Джонсон (штат Северная Каролина), прошёл переподготовку на самолет F-15E «Страйк Игл».
Служил пилотом на базе Королевских ВВС Великобритании Лейкенхит в Суффолке. Принимал участие в боевых действиях в Ираке и Афганистане, в военных операциях на Ближнем Востоке, в Африке и Европе, на его счету 76 боевых вылетов.
В 2008 году окончил Школу лётчиков-испытателей ВВС США, получил степень магистра по лётным испытаниям. В 2008—2011 годах служил лётчиком-испытателем на авиабазе Эглин, летал на самолетах F-15 C/D/E и на самолёте U-28 для поддержки действий Сил специальных операций. В 2010 году окончил Алабамский университет, где получил степень магистра по аэрокосмической технике.
С 2011 года находился в резерве в качестве офицера планирования и лётчика-испытателя Федеральной авиационной администрации на авиастанции Форт-Уорт в Техасе. Затем в качестве резервиста ВВС служил руководителем испытаний и лётчиком-испытателем в составе объединенной испытательная группа по программе летных испытаний F-15 в 84-й испытательной эскадрилье на базе ВВС Эглин (штат Флорида).
На момент отбора в отряд астронавтов в июне 2017 года Хайнз был пилотом-исследователем Отдела эксплуатации воздушных судов Дирекции летных операций АО.
Подполковник ВВС (с 2011 года — в резерве). Общий налёт к середине 2017 года составлял более 3500 часов на 41 типе летательных аппаратов.

## Космическая подготовка
Дважды подавал заявление на участие в наборе астронавтов НАСА: в 2008 году в 20-й набор, в 2011 году в 21-й набор астронавтов, но на обследование в Космический центр имени Линдона Джонсона не вызывался.
7 июня 2017 года был зачислен в отряд астронавтов НАСА в составе 22-го набора НАСА в качестве кандидата в астронавты. 18 августа 2017 года приступил к прохождению курса базовой общекосмической подготовки в Космическом центре им. Джонсона в Хьюстоне, штат Техас. 10 января 2020 года ему была присвоена квалификация астронавт.
В феврале 2021 года в пресс-релизе НАСА было объявлено о его назначении пилотом в экипаж корабля «Crew Dragon», старт которого по программе SpaceX Crew-4 намечен на весну 2022 года. С апреля 2021 года проходит подготовку в качестве дублёра пилота в экипаже SpaceX Crew-3.

## Полёт
27 апреля 2022 года Челл Линдгрен в качестве пилота космического корабля SpaceX Crew Dragon Freedom отправился на орбиту в составе миссии SpaceX Crew-4. В этот же день состоялась стыковка корабля с МКС, где астронавт начал работу в составе долговременных экспедиций МКС-67/МКС-68.
Статистика
| # | Стартовый корабль              | Старт, UTC        | Экспедиция               | Корабль посадки                | Посадка, UTC      | Налёт                       | Выходы в открытый космос | Время в открытом космосе |
| - | ------------------------------ | ----------------- | ------------------------ | ------------------------------ | ----------------- | --------------------------- | ------------------------ | ------------------------ |
| 1 | SpaceX Crew-4 Dragon «Freedom» | 27.04.2022, 07:52 | SpaceX Crew-4, МКС-67/68 | SpaceX Crew-4 Dragon «Freedom» | 14.10.2022, 20:55 | 170 суток 13 часов 3 минуты | —                        | —                        |

## Награды
- медаль «За похвальную службу» (Министерство обороны США) (дважды);
- медаль «За воздушные операции» (Air Medal) (дважды);
- медаль «За достижения» (Army Achievement Medal) (дважды);
- медаль «За успехи в поддержании высокой боеготовности военной техники» (Combat Readiness Medal);
- медаль «За кампанию в Афганистане»;
- медаль «За Иракскую кампанию»;
- медаль за действия по ядерному сдерживанию (Nuclear Deterrence Operations Service Medal)[1][2];

## Семья
- Отец — Роберт Хайнз ст.
- Мать — Линн Свидер
- Жена — Келли Хайнз.
- Дочери — Кэт (старшая), Сара (2007 г.р.) и Джулия (2015 г.р.)[2].